# Alakurtti
Alakurtti (russisk: Алакуртти; finsk: Alakurtti) er en by på 6.671 indbyggere (2002), beliggende på Kolahalvøen i Murmansk oblast, det nordvestlige Rusland. Alakurtti administreres fra Kandalaksja. Byen var indtil 1940 del af den finske laplandsprovins.

## Historie
Den 30. november 1939 blev Alakurtti nedbrændt af vigende finske tropper, og i marts 1940 indgik byen i den sovjetiske republik Karelo-finske SSR. I juni 1941 blev byen indtaget af tyske og finske tropper og den 14. september 1944 igen af sovjetiske tropper. I 1953 indgik Alakurtti i Murmansk oblast.
Omkring 3 km nordvest for Alakurtti ligger Alakurtti luftbase som har et bomberegiment med Sukhoj Su-24 og et helikopterregiment med Mil Mi-24 og Mil Mi-8.